# Queenie Newall
Sybil Fenton Queenie Newall, britanska lokostrelka, * 17. oktober 1854, † 24. junij 1929.
Sodelovala je na lokostrelskem delu poletnih olimpijskih igrah leta 1908 v disciplini National round, 60 yards-50 yards, kjer je osvojila prvo mesto.
S tem je postala najstarejša ženska olimpijska zmagovalka (53 let), kar velja še danes.